# Olavi Pulkkanen
Onni Olavi Pulkkanen, född 1 april 1917 i Sordavala, Finland, död 26 juni 1995, var en finländsk-svensk målare, tecknare och illustratör.
Han var son till fiskaren Jaakko Pulkkanen och Helena Pohjolainen och från 1954 gift med Ewa Ingrid Margareta Nordling. Pulkkanen studerade vid den finländska konstakademien 1937-1941 och under studieresor till Danmark, Frankrike, Italien och ett flertal studieresor till Sverige där han bosatte sig 1954. Han medverkade i samlingsutställningar med Finlands konstförening, Viborgs konstnärssällskap och på Liljevalchs konsthall. Separat ställde han ut i Stockholm och Helsingfors. Som illustratör och textförfattare medverkade han i tidskrifterna Metallarbetaren, Status, Vi och Sia under signaturen O.P. Bulkha. Hans konst består av figurer, stilleben, porträtt och landskap utförda i olja eller akvarell. 